# Årslev Skov
Årslev Skov er et mindre skovområde omkring Årslev i Brabrand ved Aarhus. Skoven består dels af gammel, moden skov og nyrejst skov på opkøbt landbrugsjord.
Årslev skov afgrænses af Herningmotorvejen i vest, Edwin Rahrs Vej og jernbanen Aarhus-Randers i nord, forskellige bebyggelser i øst, samt marker og landbrugsarealer i syd. Skoven gennemskæres af Silkeborgvej.

## Naturen
Årslev Skov består i dag af både gammel, moden skov samt nyrejst skov i forholdet ca. 1:1. Den gamle skov ligger i øst og syd omkring de beboede områder, mens den nyrejste skov ligger i vest og nord ud mod motorvejene. Begge dele er løvskov med typiske danske arter.
Den gamle skovdel gennemskæres af Voldbækken, som strømmer hertil fra nord under jernbanen og videre mod Årslev Engsø i syd.
Det forventes, at der med den nyrejste skov i Årslev er skabt en økologisk korridor, som med tiden vil pode den nyrejste True Skov mod nord med egentlige skovplanter.

## Faciliteter
Det nyrejste skovområde op mod motorvejene er indhegnet, men der er adgang gennem låger fra parkeringspladser ved henholdsvis Logistikparken Aarhus i nord og Silkeborgvej i syd. Der blev i forbindelse med skovrejsningen anlagt vandre- og løberuter samt en asfalteret cykelvej. Cykelvejen løber gennem skoven som forbindelse mellem Silkeborgvej i syd og Logistikparken og Espenhøjvej mod True i nord, via henholdsvis tunnel under Edwin Rahrs Vej og bro over jernbanen.
I området syd for Silkeborgvej er der indrettet en ca. 8 ha stor hundeskov.

## Fortidsminder
Der ligger ret mange fortidsminder fra Oldtiden omkring Årslev, og nogle af dem ligger i Årslev Skov. Der ligger 6 rundhøje i skoven nord for Silkeborgvej og 2 i det lille skovstykke sydfor. De fleste af højene er i dag enten stærkt udpløjede eller bevoksede med træer og buske. Tre af dem er fredede. Lige øst for skoven ind mod byen ligger Årslev-dyssen og overfor en udgravet stenkiste, begge fra stenalderen.
Umiddelbart vest for den nyrejste skov på den anden side af Herningmotorvejen er der gjort fund fra både stenalder- og jernalderbopladser.